# Ал-Исра
Ал-Исра (арабски: سورة الإسراء, а също и سورة بني إسرائيل) или Нощното пътешествие е седемнадесетата сура от Корана с общо 111 аята. Разказва за Исра и децата на Израел.